# Wayside (Virginia Occidentale)
Wayside è una località (unincorporated community) degli Stati Uniti d'America nella Contea di Monroe nella Virginia Occidentale. È situata nell'unione fra la Country Road 7 e la Country Road 9.
È il luogo di nascita di Ettie Mae Greene, che morì a 114 anni e 171 giorni e segnò il record di longevità assoluto nello Stato americano della Virginia Occidentale.